# (5707) Shevchenko
(5707) Shevchenko (1976 GY3) – planetoida z pasa głównego asteroid okrążająca Słońce w ciągu 3,24 lat w średniej odległości 2,19 j.a. Odkryta 2 kwietnia 1976 roku.